# Creature - Il mistero della prima luna
Creature - Il mistero della prima luna (Creature) è un film del 1985 diretto da William Malone ed interpretato da Stan Ivar, Wendy Schaal, Lyman Ward, Annette McCarthy, Robert Jaffe e Diane Salinger. Il film presenta effetti speciali di Robert e Dennis Skotak, che in seguito hanno sviluppato effetti speciali per il film Aliens - Scontro finale.

## Trama
Nel prologo del film, due ricercatori geologici della multinazionale americana NTI scoprono un antico laboratorio alieno su Titano, la più grande luna di Saturno. Nel laboratorio c'è un contenitore simile ad un uovo che tiene in vita una creatura aliena. La creatura emerge e uccide i ricercatori. Due mesi dopo, l'astronave dei geologi si schianta contro la stazione spaziale Concorde in orbita attorno alla Luna terrestre, il cui pilota è morto al suo posto.
La NTI invia una nuova nave, la Shenandoah, su Titano. Il suo equipaggio, composto dal Capitano Mike Davison, Susan Delambre, Jon Fennel, la dottoressa Wendy H. Oliver, David Perkins e Beth Sladen, è accompagnato dalla taciturna ufficiale di sicurezza Melanie Bryce. Mentre è in orbita, l'equipaggio individua un segnale proveniente dalla luna: la chiamata di soccorso di una nave della multinazionale rivale della Germania Ovest Richter Dynamics. Il loro stesso atterraggio diventa disastroso quando il terreno crolla sotto il loro sito di atterraggio, facendo precipitare la nave in una caverna e distruggendola. Quando la comunicazione radio fallisce, una squadra di ricerca viene inviata per contattare i tedeschi.
Nell'astronave della Germania occidentale, essi trovano uno dei container del prologo rotto, così come i cadaveri dell'equipaggio. La creatura appare ed uccide Delambre quando questa resta indietro rispetto al gruppo in fuga. Fennel entra in uno stato di shock alla vista e Bryce lo calma. Quando tornano alla loro nave, gli americani scoprono che uno dei tedeschi, Hans Rudy Hofner, si è intrufolato a bordo. L'uomo racconta loro come il suo equipaggio sia stato ucciso dalla creatura, che è stata sepolta con altri organismi come parte di un serraglio galattico. Egli propone di tornare alla sua nave per prendere gli esplosivi, ma l'equipaggio non è disposto a rischiare nuovamente la vita.
Diventa evidente che le vittime non morte della creatura sono controllate dalla creatura attraverso dei parassiti. Senza sorveglianza nel gabinetto di medicina, Fennel vede la non morta Delambre attraverso un oblò e la segue fuori. La donna si spoglia nuda e lui rimane paralizzato mentre lei gli toglie il casco facendolo così soffocare. La donna poi gli attacca un parassita alieno alla testa. Sotto il controllo alieno, Fennel invia una trasmissione ai suoi compagni di equipaggio, invitandoli alla nave tedesca. Hofner e Bryce vengono mandati a prendere alcuni serbatoi d'aria per la Shenandoah e stanno di guardia sull'astronave, mentre il resto dell'equipaggio va alla nave Richter. Lungo la strada però Hofner e Bryce si fermano al serraglio e vengono attaccati dalla Delambre.
All'astronave Richter il resto dell'equipaggio trova Fennel con una benda in testa per nascondere il suo parassita. Davison insiste che l'ufficiale medico Oliver gli esamini la testa, così Fennel lo fa accompagnare agli alloggi di ingegneria per darle da mangiare alla creatura. Davison e Perkins notano che Fennel non suda e vanno a controllarlo. Arrivano troppo tardi per salvare Oliver, che viene decapitato dalla creatura, ma Perkins uccide Fennel facendogli saltare in aria la testa con la sua pistola.
Poco dopo, Sladen si imbatte in un Hofner infetto. Fugge dalla nave e nella fretta si mette il casco solo dopo essere uscita. Perkins la vede fuori e apre la camera d'equilibrio. Priva di sensi, Sladen viene portata da Hofner per attirare gli altri. Essi combattono e Davison riesce a sconfiggere Hofner strappandogli il suo parassita. I tre sopravvissuti studiano un piano per eliminare la creatura con i moduli di fusione dell'astronave, a cui si può accedere solo attraversando gli alloggi degli ingegneri.
Improvvisamente gli allarmi si mettono a suonare mentre la creatura si fa strada attraverso la nave, compiendo un'azione di sabotaggio. Sladen e Davison passano attraverso l'ingegneria per costruire una trappola per l'elettrocuzione, mentre Perkins va nella sala computer per monitorare la creatura. Sladen finisce di attrezzare la trappola giusto in tempo per l'arrivo della creatura, e apparentemente la fulminano a morte. Tuttavia, quando Davison se ne va, la creatura cattura Sladen.
Seguendo le sue urla, Davison e Perkins la trovano rinchiusa all'interno dell'ingegneria. Studiando i progetti della nave, trovano un altro ingresso per l'ingegneria e mandano Perkins ad attirare la creatura mentre Davison recupera Sladen. Lungo la strada, Perkins individua una delle bombe menzionate da Hofner, appena prima che la creatura gli salti addosso. Morendo, Perkins riesce ad attaccare una bomba alla creatura e fa partire il conto alla rovescia in modo che Davison possa lanciarla attraverso la camera di equilibrio.
La creatura risale a bordo e Davison lo affronta, gettandosi fuori dalla camera di equilibrio nel processo. Quando la bomba non riesce ad esplodere, Bryce appare e le spara facendola esplodere e così uccidere la creatura. L'uomo poi recupera Davison e si riunisce con Sladen. Infine, il trio lascia Titano a bordo della nave della Germania Ovest.

## Riconoscimenti[2]
- 1985 - Saturn Award
  - Candidatura come miglior film horror
  - Candidatura per i migliori effetti speciali

## Distribuzione

### Home video
Il film è diventato di pubblico dominio e ha ricevuto numerose distribuzioni in VHS e DVD.
In Italia il film giunse direttamente in home video nel 1988, distribuito prima dalla Multivision poi dalla Domovideo. Venne pubblicato in DVD dalla Stormvideo dal 7 marzo 2007.
Sempre nel 2007, negli Stati Uniti Creature è stato mostrato nella serie televisiva horror Cinema Insomnia. Apprehensive Films pubblicò in seguito la versione Cinema Insomnia su DVD.
Nel marzo 2013, il regista Malone ha ripubblicato indipendentemente Creature su DVD con il suo titolo iniziale di Titan Find, in versione integrale e per la prima volta in widescreen.